# Maksîmivka, Icinea
Maksîmivka (în ucraineană Максимівка) este un sat în comuna Rojnivka din raionul Icinea, regiunea Cernihiv, Ucraina.

## Demografie
Componența lingvistică a localității Maksîmivka
     Ucraineană (98,55%)
     Alte limbi (1,44%)
Conform recensământului din 2001, majoritatea populației localității Maksîmivka era vorbitoare de ucraineană (98,55%), existând în minoritate și vorbitori de alte limbi.